# Саранда (округ)
Саранда (алб. Rrethi i Sarandës, грец. Αγιοι Σαραντα / Aghioi Saranta) — один з 36 округів Албанії.
Округ займає територію 730 км² і відноситься до області Вльора. Адміністративний центр — місто Саранда.
Округ розташований в найпівденнішій частині Албанії. Третина населення грецького або арумунського походження. З 64 сіл округу 35 населені греками. Третина населення сповідує православ'я, чверть населення — мусульмани, частина, що залишилася переважно атеїсти.

## Географічне положення
Округ розташований на узбережжі Іонічного моря. Навпаки узбережжя знаходиться грецький острів Корфу, відокремлений від Албанії в найвужчому місці всього лише двома кілометрами. Географічно округ можна розділити на три частини:
У північній частині округу розташована південна частина Албанської Рів'єри, що включає в себе села Борш, Piqeras, Lukova, Shën Vasil (раніше Përparim), а також що лежать на північ від Борш гірські села Fterra і Çorraj. Узбережжя складається з обривистих скель, тільки близько Borsh що впадає в море струмок утворює невелику рівнину. Гірський ланцюг досягає поблизу Lukova максимальної висоти 953 метри. На північ від Borsh, трохи далі від моря, тягнеться ще одна гірська ланцюг Maja e Golishit з максимальною висотою 1428 метра.
Південніше, за невеликим нежилим півостровом розташоване місто Саранда і на південний схід — рівнина Vurgo-Ebene. Місто відділене від родючої рівнини на сході грядою невисоких пагорбів, що тягнеться на південь до села Бутринті. Південніше рівнини знаходиться солоне Бутринтське озеро, що з'єднуються на південному березі з морем через Віварскій канал. За рівнині Вурго протікає річка Бистриця, спочатку впадавшая в Бутрінтское озеро, але після Другої світової війни річка була відведена прямо в море на північ від озера. Метою даного заходу було осушення знаходяться тут боліт і перетворення їх на сільськогосподарські угіддя.
В околицях Бутринті по обидві сторони каналу розташований Національний парк Бутринт.
Третій район округу включає в себе південну край Албанії з містом Конісполь. Гори досягають тут висоти 1759 м на Maja e Sfugarës, це найвища точка округу.
Клімат у всьому окрузі дуже сухою. 300 днів на рік світить сонце. Завдяки гірським річкам і джерелам територія узбережжя зайнята під сільськогосподарські угіддя. Закладені в радянські часи оливкові й апельсинові гаї сьогодні використовуються не так інтенсивно, так як системи зрошення зруйновані, а земля віддана приватним власникам. На південь від Саранди і особливо в околицях Ксаміля ці гаї були вирубані під будівництво готелів і пансіонатів в кінці 1990-х років. Будівництво велося хаотично, без єдиного плану забудови, тому місцевість виглядає понуро.

## Історія
Околиці Саранди населені з давніх часів. Коніспольські печери (пам'ятник кам'яного століття), руїни античних міст Phoinike в сусідньому окрузі Дельвіна і Бутринті, включений в список всесвітньої спадщини ЮНЕСКО є самими значимими прикладами довгої історії регіону. В околицях Borsh і Butrint також збереглися залишки середньовічних укріплень. З початку XV століття по 1912 рік регіон входив до Османської імперії  і управлявся містом Дельвіна (адміністративним центром санджака). Мусульманізація населення проходила тут не так інтенсивно, як в інших частинах Албанії, тому населення досі сповідує православ'я.
Наприкінці XVIII — початку XIX століття округ входив у володіння могутнього Алі-Паші Тепеленський. Цей правитель намагався стимулювати торгівлю з Італією, яка з XVI століття занепала, але до кінця XIX століття економічна ситуація в регіоні не змінилася.
Під час Першої Балканської війни округ був окупований грецькими військами. Грецький уряд хотів приєднати цю територію до Греції, мотивуючи це рішення наявністю численного грецького населення. Однак під тиском європейських держав війська змушені були піти. У 1914 році регіон був приєднаний до Албанії. З 1916 по початок 1919 Саранда перебувала в італійській окупації.
Більшість шкіл в окрузі до кінця 1920-х років були церковними. Викладання велося грецькою мовою. При королі Ахметі Зогу вони були передані державі.
Першим археологом, який відвідав Саранду, був італійський учений Луїджі Уголіні. Він виявив тут залишки античних міст Бутротон і Onchesmos. Хоча точне місце розташування цих міст було давно відомо, але їх історичне значення було втрачено.
Після анексії Албанії фашистською Італією у 1939 році регіон у 1940 став зоною військових дій. Тут формувалися війська для нападу на Грецію. Після успішного відбиття нападу греками сюди знову увійшли грецькі війська і залишалися в окрузі з грудня 1940 по квітень 1941 року. Потім територія знову була зайнята італійцями, яких у 1943 році замінили німецькі фашистські війська. У 1944 році округ був звільнений албанськими партизанами. У 1960-их роках соціалістична Албанія почала економічне перетворення регіону. Велика увага приділялася, насамперед, сільському господарству: меліорації земель, вирощуванню цитрусових і оливок. Округи Саранда і Дельвіна були об'єднані в один з адміністративним центром в Дельвіні до 1993 року.
В даний час стрімко розвивається туризм.

## Економіка і промисловість
З початку XXI століття переважною галуззю економіки став туризм. Саранда стала одним з туристичних центрів Албанії, відвідуваним не тільки албанцями, а й іноземцями. Привабливим тут є передусім можливість відвідати грецький острів Корфу. Проте, значна частина узбережжя що не відбудована, поступаючись більш північної хімара в окрузі Вльора. Туризм стимулює, насамперед, розвиток будівництва, але він ведеться непланомірно. Більшість готелів добудовує по поверху з року в рік, що надає місцевості вид постійної будівництва. За межами Саранди населення живе виключно за рахунок сільського господарства. Доросле населення виїжджає на заробітки в розвинуті європейські країни.

## Транспорт
Розташований на крайньому півдні країни, покритий горами округ має погане транспортне сполучення з іншими містами Албанії. Поїздка на автобусі до Тирани займає близько восьми годин, під Вльору — півдня. Дорога на північ через гірський перевал Ллогара рясніє гірськими серпантинами, деякі ділянки дороги недобудовані (2009 рік). Велика частина руху на північ здійснюється через 572-метровий перевал Музін (Qafa e Muzinës) поблизу міста Дельвіна. Цей маршрут з'єднує округ Саранда з долиною річки Дрин та містом Гірокастра. Дорога через долину Дрина є також найшвидшим шляхом до Греції. Дорога до прикордонного переходу в Конісполе також недобудована, а в Бутрінте потрібно переїжджати на інший бік Віварского каналу на поромі.
На Корфу кожен день відправляються пороми. Влітку на швидкісних катерах можна дістатися до хімара і Влёри.

## Адміністративний поділ
На території округу розташовані два міста: Саранда і Конісполь і 8 громад: Aliko, Fterra, Dhivër, Ksamil, Livadhja, Lukova, Markat, Xarra.